# Reading Football Club
Pour les articles homonymes, voir Reading.
Maillots
Actualités
Le Reading Football Club est un club anglais de football fondé en 1871 et situé à Reading, dans le Berkshire. Il évolue lors de la saison 2024-2025 en EFL League One (D3).
Reading est surnommé The Royals, en raison de la situation de Reading dans le Comté royal de Berkshire, bien qu'il ait été précédemment connu sous le nom de The Biscuitmen, en raison de l'association de la ville avec Huntley and Palmers. Fondé en 1871, le club est l'une des plus anciennes équipes d'Angleterre, mais n'a rejoint la Football League qu'en 1920. Il a joué pour la première fois dans l'élite du football anglais lors de la saison 2006-2007. Le club participe à la saison 2012-2013 de Premier League, après avoir été promu à la fin de la saison 2011-2012 de Championship, mais est relégué après seulement une saison dans l'élite.
Reading remporte la Full Member's Cup 1988 et est l'un des deux seuls clubs de deuxième division à soulever le trophée. La meilleure performance du club en FA Cup est d'avoir atteint les demi-finales, ce qu'il a fait à deux reprises : une fois en 1927 et une autre en 2015.
Le club joue à Elm Park pendant 102 ans, de 1896 à 1998. En 1998, le club déménage dans le nouveau Madejski Stadium, qui porte le nom de l'ancien président du club, Sir John Madejski. En 2021, le club annonce que le terrain sera connu sous le nom de Select Car Leasing Stadium pour les dix prochaines années, pour des raisons de sponsoring.
Le club détient le record du nombre de victoires successives en début de saison, avec un total de 13 victoires au début de la saison 1985-1986 en troisième division, ainsi que le record du nombre de points gagnés au cours d'une saison de championnat professionnel, avec 106 points lors de la saison 2005-2006 de Championship. Reading termine huitième de la Premier League 2006-2007, sa toute première saison en tant que club de première division.

## Histoire

### Formation et montée en puissance (1871-1991)
Reading est fondé le 25 décembre 1871 après une réunion au Bridge Street Rooms organisée par Joseph Edward Sydenham, qui deviendra par la suite secrétaire du club. Les premiers matchs se jouent au Reading Recreation Ground, puis le club organise des rencontres au Reading Cricket Ground, au Coley Park et au Caversham Cricket Ground. Le passage au professionnalisme en 1895 entraîne la nécessité d'un terrain plus grand et, à cette fin, le club déménage une nouvelle fois, à Elm Park, construit à cet effet, le 5 septembre 1896. En 1913, Reading effectue une tournée réussie en Italie, ce qui incite le principal journal sportif Corriere della Sera à écrire « sans aucun doute, le Reading FC est la meilleure équipe étrangère vue en Italie ».
Reading rejoint la Football League Third Division South en Football League en 1920. La meilleure performance de Reading en FA Cup est réalisée en 1926-1927, lorsque le club perd contre les futurs vainqueurs Cardiff City à Wolverhampton en demi-finale, un résultat que le club n'a plus égalé jusqu'en 2015, lorsqu'il perd contre les tenants du titre Arsenal. Reading perd sa place en Division Two en mai 1931, et est resté en Third Division South jusqu'au début de la Seconde Guerre mondiale. Le club remporte la Southern Section Cup en battant Bristol City en finale aller-retour en 1938, et en participant aux compétitions régionales de la Wartime League, remportant un autre titre en battant Brentford en finale de la London War Cup 1941 2-1 à Stamford Bridge.
Lorsque le football de ligue reprend après la guerre, Reading revient rapidement au premier plan. La victoire record du club, 10-2 contre Crystal Palace, est enregistrée en septembre 1946, et Reading termine deux fois vice-champion de Troisième Division Sud, en 1948-1949 et 1951-1952, mais n'a pas pu retourner en Division Two car seuls les champions sont promus. Le club connaît son heure de gloire en 1988 lorsqu'il remporte la Simod Cup, battant un certain nombre d'équipes de première division avant de s'imposer à Wembley face à Luton Town. Reading est promu en deuxième division en tant que champion en 1986 sous la direction de Ian Branfoot, mais est relégué en troisième division en 1988.

### Hauts et bas (1991-2005)
La nomination de Mark McGhee en tant qu'entraîneur-joueur, peu après la prise de contrôle par John Madejski, en 1991, permet à Reading d'aller de l'avant. Le club est sacré champion de la nouvelle Division Two en 1994. L'attaquant de 35 ans Jimmy Quinn est nommé responsable de l'équipe première aux côtés du milieu de terrain Mick Gooding et mène Reading à la deuxième place du classement final de la Division One, mais se voit refuser la promotion automatique en raison de la rationalisation de la Premier League, qui passe de 22 à 20 équipes. En 1995, Reading bat facilement Tranmere Rovers en demi-finale des barrages et semble avoir réservé sa place en Premier League mais s'incline 4-3 contre Bolton Wanderers en finale après avoir mené 2-0 et raté un penalty à la mi-temps. Les contrats de Quinn et Gooding ne sont pas renouvelés deux ans plus tard, après la glissade de Reading dans la deuxième moitié de tableau de Division One. Leur successeur, Terry Bullivant, dure moins d'une saison avant d'être licencié en mars 1998. Reading est relégué en Division Two à la fin de la saison 1997-1998.

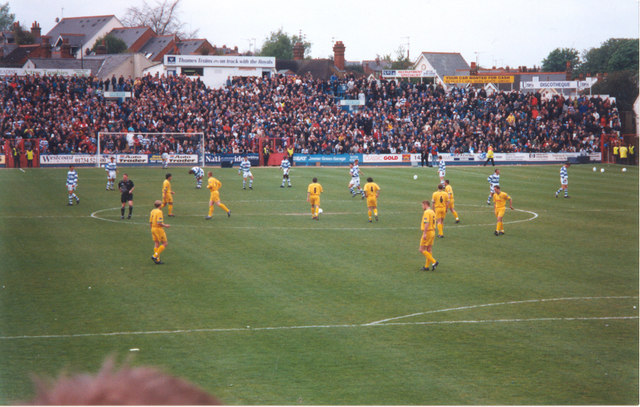
Le dernier match de compétition disputé à Elm Park entre Reading et Norwich City en mai 1998

L'année 1998 voit également Reading emménager dans le nouveau Madejski Stadium de 24 200 places, nommé en l'honneur du président Madejski. Tommy Burns a succédé à Terry Bullivant mais n'a tenu que 18 mois avant d'être remplacé par Alan Pardew, qui a été auparavant entraîneur de l'équipe réserve avant d'être libéré. Le club termine troisième en 2000–2001, se qualifiant pour les barrages, s'inclinant 3-2 en finale contre Walsall au Millennium Stadium de Cardiff. Reading retourne en Division One pour la saison 2002–2003 après avoir terminé deuxième de Division Two. La saison suivante, il termine quatrième de Division One et se qualifie pour les barrages, où il s'incline en demi-finale face aux Wolverhampton Wanderers. Alan Pardew rejoint West Ham United en octobre suivant et est remplacé par Steve Coppell.

### Ascension en Premier League et ascenseur (2005–2013)
Reading remporte le Championship 2005–2006 avec un record de 106 points, 99 buts marqués et seulement deux défaites. Le club est promu en première division anglaise pour la première fois de son histoire. La saison 2006–2007 voit Reading faire sa première apparition dans l'élite du football anglais. Le club déjoue les pronostics qui les voyaient être relégués en fin de saison en terminant à la huitième place avec 55 points. Reading refuse de participer à la Coupe Intertoto. Avant sa deuxième saison en Premier League, Reading participe à la Coupe de la paix 2007 en Corée du Sud. Cette deuxième saison n'est cependant pas couronnée de succès et Reading est relégué en Championship.
Reading entame la saison 2008–2009 par une série de 15 matchs sans défaite à domicile. Ils terminent à la quatrième place et se qualifient pour les barrages, où ils s'inclinent en demi-finale face à Burnley. L'entraîneur Steve Coppell démissionne quelques heures après le match, remplacé par Brendan Rodgers. Rodgers quitte le club par consentement mutuel le 16 décembre 2009 et Brian McDermott est nommé entraîneur intérimaire le même jour. Lors de la FA Cup 2010-2011, Reading atteint les quarts de finale, où le club s'incline 1–0 face à Manchester City à l'Etihad Stadium, Reading termine finalement cinquième du championnat et se qualifie pour les barrages. Après avoir battu Cardiff City en demi-finale, ils s'inclinent 4–2 face à Swansea City lors de la finale à Wembley,. Lors de la saison 2011–2012, une série de bonnes performances dans la seconde moitié de la saison assure la promotion en Premier League le 17 avril 2012 avec une victoire 1–0 à domicile contre Nottingham Forest.
McDermott conduit Reading à sa première victoire en Premier League de la saison 2012–2013 le 17 novembre 2012 à sa 11e tentative, en battant Everton 2–1 à domicile. Le 11 mars 2013, il quitte toutefois son poste à . Nigel Adkins est nommé entraîneur, mais ne réussit pas à sauver le club de la relégation après le match nul contre Queens Park Rangers 0–0 le 28 avril 2013 à Loftus Road.

Évolution de Reading au sein de la structure pyramidale des ligues de football en Angleterre de 1920 à aujourd'hui.

### Retour en Championship (depuis 2013)
La saison suivante, de retour en Championship, Reading recrute deux joueurs de premier plan, Wayne Bridge et Royston Drenthe, dans l'espoir d'un retour immédiat en Premier League. Reading manque cependant les barrages à cause d'un but de dernière minute de Leonardo Ulloa pour Brighton & Hove Albion, ce qui permet aux Seagulls de participer aux barrages aux dépens de Reading.
L'été précédant la saison 2014–2015 voit d'autres arrivées, avec celle de Jamie Mackie en prêt, Oliver Norwood, et le retour de Simon Cox. Le club est sous la menace d'un redressement judiciaire, provoquant les départs de Sean Morrison et Adam Le Fondre, et le rachat du club par un consortium thaïlandais. Après un bon début de saison, Nigel Adkins connaît une mauvaise série de résultats qui conduit à son licenciement après la défaite 6–1 à l'extérieur contre Birmingham City, et à l'arrivée de Steve Clarke le lendemain afin de décrocher la montée. Cependant, le manque d'efficacité offensive et la mauvaise forme en championnat font craindre une relégation en League One, mais heureusement, le maintien est assuré à quelques matchs de la fin du championnat. Néanmoins, pendant cette période, le club réussit son parcours en FA Cup, atteignant la demi-finale où il a la malchance de perdre 2–1 contre Arsenal à Wembley. La saison suivante voit le club recruter de nombreux joueurs dans l'espoir d'obtenir la montée, mais le club termine à la 17e place.
Au cours de l'été précédant la saison 2016-2017, le club annonce le départ de Brian McDermott, qui est remplacé par l'ancien défenseur de Manchester United, Jaap Stam. Sous la houlette de Stam, Reading atteint son meilleur classement depuis sa relégation en Championship en terminant troisième et en se qualifiant pour les barrages, où il bat Fulham avant d'affronter Huddersfield Town en finale à Wembley, où il s'incline aux tirs au but après un match nul 0–0 à l'issue de la prolongation. Cependant, la saison suivante est très contrastée, l'équipe se retrouvant en bas de tableau pendant la majeure partie de la saison. Le 21 mars 2018, Stam démissionne de son poste d'entraîneur après une série de neuf matchs sans victoire. Deux jours plus tard, le 23 mars 2018, Paul Clement est nommé nouvel entraîneur de Reading ; le club termine la saison à la 20e place, évitant la relégation de trois points.
La saison suivante, Clement est licencié le 6 décembre 2018, alors que seule la différence de buts permet au club de ne pas être dans la zone de relégation. Il est remplacé par José Gomes le 22 décembre 2018, qui éloigne le club de la relégation pour terminer à nouveau 20e. Cependant, après un mauvais début de saison 2019-2020, Gomes est licencié après moins d'un an à la tête de l'équipe, qui se trouve dans la zone de relégation en octobre 2019. Le directeur sportif Mark Bowen est promu à son poste une semaine plus tard, menant l'équipe à la 14e place avant de quitter le club en août 2020.
L'ancien entraîneur du Chicago Fire Veljko Paunović est nommé entraîneur le 29 août 2020. L'équipe prend un excellent départ lors de la saison 2020-2021, remportant sept de ses huit premiers matchs de championnat. Cependant, la forme de l'équipe s'est affaiblie après les blessures de plusieurs joueurs-clés et ils manquent finalement de peu les barrages, terminant septième.
Le 17 novembre 2021, il est confirmé que Reading se verrait retirer six points pour avoir enfreint les règles de rentabilité et de durabilité de l'EFL.
Après une victoire 3-2 à l'extérieur contre Preston North End, l'entraîneur Veljko Paunović quitte son poste par consentement mutuel, et Paul Ince est nommé en tant qu'intérimaire du club aux côtés du responsable de l'académie Michael Gilkes. Le 16 mai 2022, Ince est nommé au poste de manière permanente, Mark Bowen revient également au club en tant que responsable des opérations footballistiques.
Le 1er mars 2023, l'équipe est informée qu'elle risquait une nouvelle déduction de six points pour avoir enfreint les règles de rentabilité et de durabilité. Le club accepte la sanction le 4 avril 2023, avec effet immédiat. Une semaine plus tard, le 11 avril 2023, Ince quitte son poste d'entraîneur de l'équipe première après une série de huit matchs sans victoire, laissant le club à la 22e place, à un point du premier non-relégable. L'entraîneur des moins de 21 ans Noel Hunt est placé en tant qu'intérimaire jusqu'à la fin de la saison, où le club est relégué.

## Palmarès et records
| Compétitions nationales | Coupes nationales |
| - Championnat d'Angleterre (0) : - Meilleur classement : 8e en 2007. - Championnat d'Angleterre de deuxième division (2) : - Champion : 2006 et 2012. - Vice-champion : 1995. - Championnat d'Angleterre de troisième division (3) : - Champion : 1925, 1986 et 1994. - Vice-champion : 1932, 1935, 1949, 1952 et 2002. - Championnat d'Angleterre de quatrième division (1) : - Champion : 1979. | - Coupe d'Angleterre (0) : - Demi-finaliste : 1927 et 2015. - Coupe de la Ligue anglaise (0) : - Quart de finaliste : 1996 et 1998. - Full Members Cup (1) : - Vainqueur : 1988. - Football League Third Division South Cup (1) : - Vainqueur : 1938. - London War Cup (1) : - Vainqueur : 1941. |

## Couleurs et blasons
Le premier écusson à apparaître sur un maillot date de 1953 et ne comportait que la lettre « R ». Il n'y a plus eu d'écusson jusqu'en 1981, date à laquelle un écusson représentant trois ormes et les rivières Tamise et Kennet est arboré ; il n'a duré que deux saisons. De 1987 à 1996, l'écusson reprend les nouvelles couleurs du maillot : jaune, bleu ciel, bleu royal et blanc. Un bref retour à un design basé sur l'écusson de 1981 est réintroduit pour les saisons 1996-1997 et 1997-1998. Sir John Madejski commente la nécessité d'un nouvel écusson pour coïncider avec le déménagement au Madejski Stadium, ainsi qu'avec l'entrée dans le nouveau millénaire : « Je sais que certains traditionalistes diront que nous devrions garder l'ancien écusson, mais ils devraient garder à l'esprit la nécessité d'aller de l'avant. ». L'écusson actuel apparaît pour la première fois sur les maillots de la saison 1998-1999. Il reprend les couleurs du club, le bleu et le blanc, et comprend une couronne représentant le comté royal de Berkshire et le Maiwand Lion représentant Reading.
Le maillot domicile du club pour la saison 2022–2023 voit le design des bandes de l'Université de Reading inclus sur les manches, les bandes représentant la température moyenne d'une année depuis la fondation de Reading pour sensibiliser au changement climatique, le maillot lui-même étant fabriqué à partir de bouteilles en plastique recyclées,.

## Stade
Le club joue au Reading Recreation Ground jusqu'en 1878, avant de déménager au Reading Cricket Ground (1878–1882), au Coley Park (1882–1889) et au Caversham Cricket Ground (1889–1896).

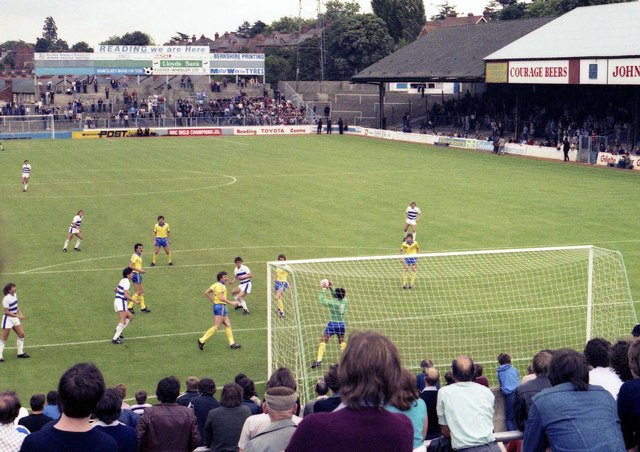
Elm Park fut le stade de Reading pendant 102 ans, photographié ici en 1981.

En 1889, Reading ne peut plus jouer à Coley Park  car W. B. Monck (esquire local) n'autorise plus le football en raison du « tapage créé [par] les éléments les plus rudes ». Avec plus de 300 membres au moment où le club devient professionnel en 1895, Reading a besoin d'un terrain digne de ce nom. Une réunion tenue l'année suivante permet de détermine qu'il sera difficile d'obtenir un financement. J. C. Fidler a fait don de 20 livres, à condition qu'aucune boisson alcoolisée ne soit vendue sur le site. Le reste du coût est financé par des dons de sympathisants fortunés, ainsi que par un don individuel important. Une ancienne gravière de West Reading est choisi comme emplacement pour un nouveau stade. Le premier match à Elm Park a lieu le 5 septembre 1896 entre Reading et le XI d'Arthur Roston Bourke. Les visiteurs étaient une équipe temporaire d'Holloway College. 44 livres de recettes sont perçues, pour une affluence d'environ 2 500 spectateurs.
En 1908, l'assemblée générale annuelle du club propose de déménager sur un nouveau terrain près de la gare de Reading. L'année suivante, une réunion du conseil d'administration décide que le déménagement est impossible, car « il n'y a aucune chance de déménager sur le terrain près des gares de la GWR en raison des actions de la Great Western Railway ».

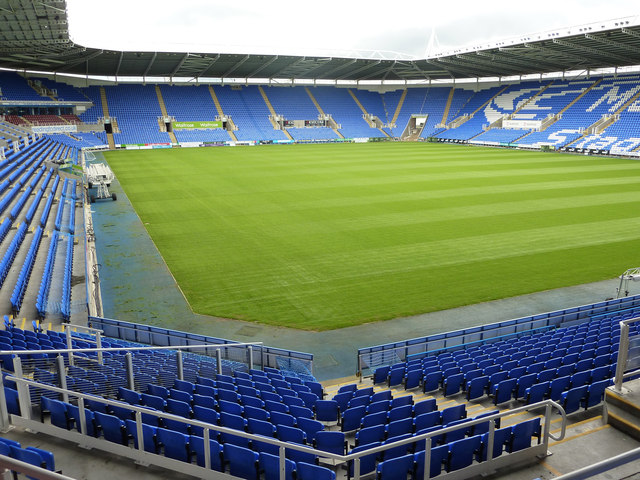
Le Madejski Stadium est le stade de Reading depuis 1998.

En 1994, le Rapport Taylor oblige à avoir des stades équipés uniquement de places assises dans les deux premières divisions (Premier League et First Division). Reading est champion de deuxième division en 1994 et est promu en première division. Le club est soumis aux exigences du rapport, bien qu'il ne soit pas possible de convertir l'Elm Park à ces nouvelles normes. Au lieu de cela, un site à Smallmead (au sud de la ville) est trouvé pour accueillir un nouveau stade. L'ancien site d'enfouissement du conseil municipal est acheté pour 1 livre, à condition que le développement du stade comprenne un financement partiel de la route A33. L'agrandissement du stade du club permet également de mettre en place d'autres activités commerciales (en particulier des installations de loisirs) et de partager son utilisation avec d'autres équipes (comme les clubs de rugby de Richmond et de London Irish). Le dernier match de compétition à Elm Park a lieu le 3 mai 1998 contre Norwich City, avec une défaite de Reading 1–0. Reading commence la saison 1998–1999 au Madejski Stadium. Il est inauguré le 22 août 1998 à l'occasion d'une victoire 3-0 contre Luton Town. La construction du stade a coûté plus de 50 millions de livres. Pour la première fois de son histoire, le Reading Football Club participe à la Premier League lors de la saison 2006–2007. Après avoir été à guichets fermés lors des premiers matchs de la saison, le club a annoncé son intention, en octobre 2006, de déposer une demande de permis de construire en vue d'agrandir le stade pour qu'il compte entre 37 000 et 38 000 places assises. La demande est déposée le 24 janvier 2007, proposant dans un premier temps l'extension de la tribune Est avec 6 000 sièges supplémentaires (portant la capacité à environ 30 000 places), puis l'extension des tribunes Nord et Sud pour atteindre la totalité de la capacité proposée. Le 24 mai 2007, il est annoncé que le permis de construire est accordé pour l'extension du stade à une capacité de 36 900 places. Reading prévoit de construire un nouveau terrain d'entraînement au Bearwood Golf Club pour remplacer le Hogwood Park, son centre d'entraînement actuel.
Le 5 juillet 2016, lors des funérailles d'Eamonn Dolan, Reading annonce que la tribune Nord serait rebaptisée « tribune Eamonn Dolan ».

## Soutien

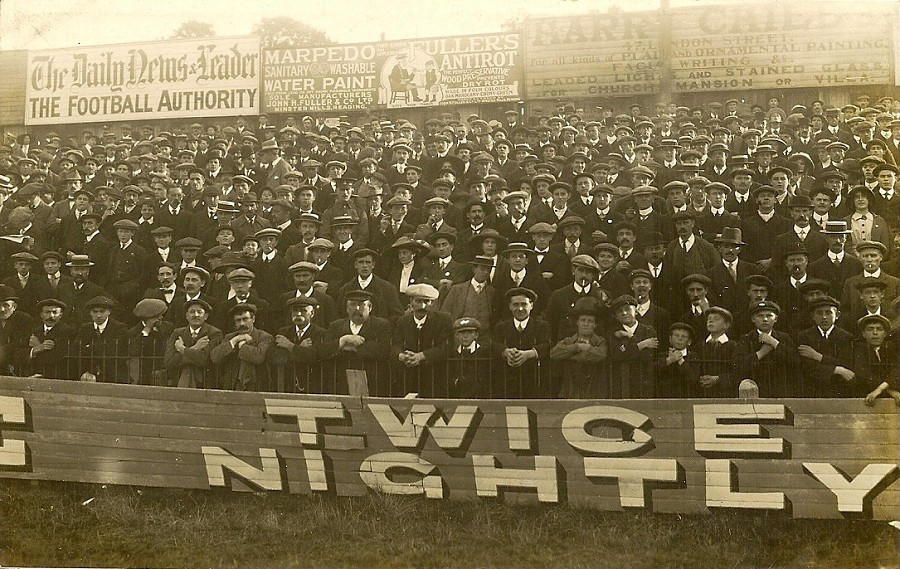
Supporters lors d'un match de Reading match à Elm Park en 1913

En 1930, le Reading Football Supporters’ Club (RFSC) est créé pour représenter les intérêts des supporters du club et pour aider à collecter des fonds pour le club de football. Le 18 mars 2002, le Supporters' Trust at Reading devient le successeur officiel du RFSC.
En 2001, Reading devient le premier club de football à enregistrer ses supporters en tant que membres officiels de son équipe, donnant au « joueur » enregsitré sous le numéro 13 le nom de « Reading Fans » (supporter de Reading).
Pour la saison 2015–2016, Reading compte 12 983 abonnés – soit le 10e rang du Championship et presque autant que l'ancien champion d'Angleterre Leeds United. Le chiffre pour cette saison est supérieur aux 12 552 enregistrés lors de la saison précédente, mais en baisse par rapport à la saison de Championship 2013–2014, le nombre d'abonnements s'établissant à 14 547. L'affluence moyenne pour la saison 2015-2016 est de 17 570 spectateurs, soit la dixième plus forte affluence de Championship,.

### Rivalités
Avant de disparaître en 1992, Aldershot était le plus grand rival de Reading,. Aldershot était, géographiquement, le club de Football League le plus proche de Reading. Le clivage entre les supporters des deux équipes était très fort et des bagarres entre eux ont eu lieu à plusieurs reprises. Des sentiments très forts subsistent entre les supporters de Reading et ceux d'Aldershot Town, le club refondé d'Aldershot. Aldershot Town a été promu en Football League en 2008, mais les clubs ne se sont pas rencontrés dans un match de compétition depuis la disparition du club d'origine. Aldershot est relégué en non-league en 2013, après avoir été placé en redressement judiciaire, ce qui réduit les chances d'une rencontre en compétition entre les deux équipes dans un avenir proche.
Depuis l'exil d'Aldershot, les principales rivalités locales de Reading sont avec Oxford United et Swindon Town. Lorsque les trois équipes jouent dans la même division, leur rivalité est appelée le Didcot Triangle,. Cependant, la rivalité entre Oxford et Swindon est plus forte qu'entre l'un ou l'autre des deux clubs et Reading, en grande partie parce que les deux clubs ont évolué dans des divisions différentes de celles de Reading. En 2012, une petite enquête montre que les principaux rivaux de Reading sont Aldershot Town, suivi de Swindon Town et Oxford United.

## Sponsors
| Période   | Équipementier | Sponsor                                           |
| --------- | ------------- | ------------------------------------------------- |
| 1976–1977 | Umbro         | —                                                 |
| 1977–1981 | Bukta         | —                                                 |
| 1981–1982 | —             | —                                                 |
| 1982–1983 | —             | Reading Chronicle                                 |
| 1983–1984 | Umbro         | Radio 210                                         |
| 1984–1989 | Patrick       | Courage                                           |
| 1989–1990 | Matchwinner   | Courage                                           |
| 1990–1992 | Matchwinner   | HAT Painting                                      |
| 1992–1993 | Brooks        | Auto Trader                                       |
| 1993–1996 | Pelada        | Auto Trader                                       |
| 1996–1999 | Mizuno        | Auto Trader                                       |
| 1999–2001 | Mizuno        | Westcoast                                         |
| 2001–2004 | Kit@          | Westcoast                                         |
| 2004–2005 | Puma          | Westcoast                                         |
| 2005–2008 | Puma          | Kyocera                                           |
| 2008–2015 | Puma          | Waitrose                                          |
| 2015–2016 | Puma          | Carabao Daeng (domicile) Thai Airways (extérieur) |
| 2016–2019 | Puma          | Carabao Daeng                                     |
| 2019–2021 | Macron        | Casumo                                            |
| 2021–2024 | Macron        | Select Car Leasing                                |

### Sponsors additionnels
Pendant les saisons 2013–2014 et 2014–2015, le logo de Marussia F1 figurait au dos des maillots dans le cadre d'un accord de sponsoring entre l'ancien propriétaire russe Anton Zingarevich et la société russe Marussia F1. Cet accord se poursuit jusqu'à ce que l'équipe soit placée sous redressement judiciaire en octobre 2014. Le contrat de sponsoring prend fin malgré la survie de l'équipe et sa participation à la saison 2015 de Formule 1. Durant la saison 2015–2016, Waitrose figure au dos du maillot domicile tandis qu'Euro Cake figure au dos du maillot extérieur et Legend Alliance sponsorise les shorts pour la saison. Waitrose et Euro Cake ont à nouveau sponsorisé les maillots domicile et extérieur pour la saison 2016-2017. Cherwell Software sponsorise le dos du maillot domicile pour la saison 2017-2018 tandis qu'Euro Cake sponsorise le dos du maillot extérieur pour la troisième saison consécutive. Reading confirme la société internationale de technologie financière de Singapour et le spécialiste des portefeuilles numériues Rapidz comme son sponsor « Back of Shirt » pour 2020–2021.

## Propriété et finances
Structure de l'actionnariat du Reading Football Club :
- 75 % détenus par Renhe Sports Management Ltd, 10 % détenus par Xiu Li Dai et Yongge Dai
- 25 % détenus par Narin Niruttinanon

## Joueurs et personnalités du club

### Entraîneurs
Les tableaux suivants présentent la liste des entraîneurs du club de 1920 à aujourd'hui.
| Rang | Nom                                                                   | Période                     |
| ---- | --------------------------------------------------------------------- | --------------------------- |
| 1    | Harry Marshall                                                        | 23 fév. 1920 – 23 déc. 1920 |
| 2    | Jack Smith                                                            | déc. 1920 – mai 1922        |
| 3    | The Board (intérim),                                                  | mai 1922 – janv. 1923       |
| 4    | Arthur Chadwick                                                       | janv. 1923 – oct. 1925      |
| 5    | Harold Bray                                                           | oct. 1925 – juin 1926       |
| 6    | Angus Wylie,                                                          | juil. 1926 – juin 1931      |
| 7    | Joe Smith                                                             | juin 1931 – août 1935       |
| 8    | Billy Butler                                                          | août 1935 – mars 1939       |
| 9    | Johnny Cochrane                                                       | mars 1939 – avr. 1939       |
| 10   | Joe Edelston                                                          | avr. 1939 – juin 1947       |
| 11   | Ted Drake                                                             | juin 1947 – juin 1952       |
| 12   | Arthur Smith                                                          | juin 1952 – oct. 1955       |
| 13   | Fred May & James Carter (intérim)'                                    | oct. 1955 – nov. 1955       |
| 14   | Harry Johnston                                                        | nov. 1955 – janv. 1963      |
| 15   | Roy Bentley                                                           | janv. 1963 – févr. 1969     |
| 16   | Ray Henderson (intérim)                                               | févr. 1969 – avr. 1969      |
| 17   | Jack Mansell                                                          | avr. 1969 – oct. 1971       |
| 18   | Jimmy Wallbanks (intérim)                                             | oct. 1971 – janv. 1972      |
| 19   | Charlie Hurley                                                        | janv. 1972 – févr. 1977     |
| 20   | Maurice Evans                                                         | févr. 1977 – janv. 1984     |
| 21   | Ian Branfoot                                                          | janv. 1984 – oct. 1989      |
| 22   | Lew Chatterley (intérim)                                              | oct. 1989 – nov. 1989       |
| 23   | Ian Porterfield                                                       | nov. 1989 – avr. 1991       |
| 24   | Eddie Niedzwiecki (intérim)                                           | avr. 1991                   |
| 25   | John Haselden (intérim)                                               | avr. 1991 – mai 1991        |
| 26   | Mark McGhee                                                           | mai 1991 – déc. 1994        |
| 27   | Jimmy Quinn & Mick Gooding & Adrian Williams & Jeff Hopkins (intérim) | déc. 1994 – janv. 1995      |
| 28   | Jimmy Quinn & Mick Gooding                                            | janv. 1995 – mai 1997       |
| 29   | Terry Bullivant                                                       | juin 1997 – mars 1998       |
| 30   | Alan Pardew (intérim)                                                 | mars 1998                   |

| Rang | Nom                                | Période                 |
| ---- | ---------------------------------- | ----------------------- |
| 31   | Tommy Burns                        | mars 1998 – sept. 1999  |
| 32   | Alan Pardew                        | sept. 1999 – sept. 2003 |
| 33   | Kevin Dillon (intérim)             | sept. 2003 – oct. 2003  |
| 34   | Steve Coppell                      | oct. 2003 – mai 2009    |
| 35   | Brendan Rodgers                    | juin 2009 – déc. 2009   |
| 36   | Brian McDermott                    | déc. 2009 – mars 2013   |
| 37   | Eamonn Dolan (intérim)             | mars 2013               |
| 38   | Nigel Adkins                       | mars 2013 – déc. 2014   |
| 39   | Steve Clarke,                      | déc. 2014 – déc. 2015   |
| 40   | Martin Kuhl (intérim)              | déc. 2015               |
| 41   | Brian McDermott                    | déc. 2015 – juin 2016   |
| 42   | Jaap Stam                          | juin 2016 – mars 2018   |
| 43   | Paul Clement                       | mars 2018 – déc. 2018   |
| 44   | Scott Marshall (intérim)           | déc. 2018               |
| 45   | José Gomes                         | déc. 2018 – oct. 2019   |
| 46   | Mark Bowen                         | oct. 2019 – août 2019   |
| 47   | Veljko Paunović                    | août 2020 – fév. 2022   |
| 48   | Eddie Niedzwiecki (intérim)        | sep. 2020               |
| 49   | Marko Mitrović (intérim)           | nov. 2021               |
| 50   | Paul Ince (intérim) Michael Gilkes | fév. 2022 – mai 2022    |
| 51   | Paul Ince                          | mai 2022 - avr. 2023    |
| 52   | Noel Hunt (intérim)                | avr. 2023 – juin 2023   |
| 53   | Rubén Sellés                       | juil. 2023 – déc. 2024  |
| 54   | Noel Hunt                          | Depuis déc. 2024        |

### Équipe féminine
En mai 2006, Reading lance l'équipe féminine du Reading FC Women's team. L'équipe a joué en FA Premier League Southern Division. À partir de 2014, le Reading FC Women joue en FA Women's Super League 2 jusqu'à ce qu'il soit promu en FA Women's Super League 1 en 2015 après avoir remporté le championnat. Lors de la saison 2017–2018, elles ont terminé à la quatrième place de la – leur meilleure position en championnat à ce jour. L'équipe joue actuellement à Adams Park, stade de Wycombe Wanderers.

## Records et statistiques

### Records
- Meilleur classement en championnat : 8e en Premier League, 2007
- Meilleure performance en FA Cup : Demi-finales, 1927, 2015
- Meilleure performance en Coupe de la Ligue : Quarts de finale, 1996, 1998
- Plus large victoire : 10–2 c. Crystal Palace (4 septembre 1946, Football League Third Division South)[121]
- Plus large défaite : 18–0 c. Preston North End (27 janvier 1894, premier tour de FA Cup)[121]
- Plus grande série de victoires : 13 victoires en 1985–1986.
- Plus grand nombre de points en une saison : 106 points (2005–2006)
- Plus grande série de matchs sans victoire : 6 (2 matchs nuls et 4 défaites), (2018–2019)
- But le plus rapide en match officiel, 55e but le plus rapide de l'histoire du football : 9,55 secondes (Yakou Méïté ; 2020–2021)[122]

### Joueurs emblématiques
En 1999, Reading commande un sondage sur le « Joueur du Millénaire » des supporters afin de déterminer le meilleur joueur de l'histoire du club.
| Dates | Nom             |
| Pos.  | Joueur          |
| ----- | --------------- |
| 1     | Robin Friday    |
| 2     | Trevor Senior   |
| 3     | Steve Death     |
| 3     | Shaka Hislop    |
| 5     | Phil Parkinson  |
| 6     | Alf Messer      |
| 7     | Jimmy Quinn     |
| 8     | Michael Gilkes  |
| 9     | Ronnie Blackman |
| 10    | Martin Hicks    |

### Apparitions
- Plus grand nombre d'apparitions : Martin Hicks (603 ; 1978–1991)[124]
- Plus grand nombre d'apparitions en championnat : Martin Hicks (500 ; 1978–1991)[124],[121]

Les joueurs suivants ont joué plus de 398 fois pour Reading, toutes compétitions confondues.
| Pos. | Joueur            | App. |
| ---- | ----------------- | ---- |
| 1    | Martin Hicks      | 603  |
| 2    | Steve Death       | 537  |
| 3    | Dick Spiers       | 505  |
| 4    | Michael Gilkes    | 487  |
| 5    | Stuart Beavon     | 481  |
| 6    | Maurice Evans     | 459  |
| 7    | Steve Richardson  | 457  |
| 8    | Jimmy Wheeler     | 453  |
| 9    | Phil Parkinson    | 426  |
| 10   | Ady Williams (en) | 398  |

### Buteurs
- Plus grand nombre de buts : Trevor Senior (191 ; 1983–1987, 1988–1992)[125]
- Plus grand nombre de buts sur une saison : Trevor Senior (41 ; 1983–1984)[125]
- Plus grand nombre de buts en championnat : Ronnie Blackman (158 ; 1947–1954)[121],[125]
- Plus grand nombre de buts en championnat sur une saison : Ronnie Blackman (39 ; 1951–52)[121],[125]
- Plus grand nombre de buts lors d'un match de championnat : Arthur Bacon (6 c. Stoke City; 1930–1931)[125]
- Plus grand nombre de penalties : Ray Reeves (21)[125],[126]

Les joueurs suivants ont marqué plus de 85 fois pour Reading, toutes compétitions confondues.
| Pos. | Joueur          | Buts |
| ---- | --------------- | ---- |
| 1    | Trevor Senior   | 191  |
| 2    | Jimmy Wheeler   | 168  |
| 3    | Ronnie Blackman | 167  |
| 4    | Tony MacPhee    | 104  |
| 5    | Tommy Tait      | 103  |
| 6    | Denis Allen     | 95   |
| 7    | Jimmy Quinn     | 94   |
| 8    | Douggie Webb    | 93   |
| 9    | Les Chappell    | 90   |
| 10   | Pat Earles      | 85   |

### Gardiens de but
- Plus longue période sans encaisser un but : Steve Death (1 103 minutes; 1978–1979 ; ancien record anglais)[127]

### Autres records
Reading détient le record du nombre de victoires successives en début de saison, avec un total de 13 victoires au début de la saison de troisième division 1985–1986 ainsi que le record du nombre de points gagnés au cours d'une saison de championnat professionnel, avec 106 points lors de la saison de Championship 2005–2006. Reading a terminé champion de sa division à ces deux occasions,.
La plus grande victoire du club est un 10–2 contre Crystal Palace le 4 septembre en Football League Third Division South. La plus lourde défaite de Reading est un 18–0 contre Preston North End au premier tour de FA Cup le 27 janvier 1894. Reading a perdu les deux matchs les plus prolifiques de l'histoire de la Premier League ; 7-4 contre Portsmouth le 29 septembre 2007, et 6-4 contre Tottenham Hotspur le 29 décembre 2007, ainsi que le match de Coupe de la Ligue le plus prolifique, 7-5 contre Arsenal le 30 octobre 2012.
Le joueur ayant disputé le plus grand nombre de matchs en championnat est Martin Hicks, avec 500 matchs de 1978 à 1991. Le joueur le plus capé à avoir joué pour Reading est Chris Gunter, sélectionné à 62 reprises par le Pays de Galles depuis qu'il a rejoint Reading en juillet 2012. Le record de buts en championnat et en une saison est détenu par Ronnie Blackman avec 158 buts de 1947 à 1954 et 39 en 1951–1952. Le joueur ayant marqué le plus grand nombre de buts en championnat lors d'un match est Arthur Bacon avec six buts contre Stoke City en 1930–1931. Le premier joueur de Reading à participer à la Coupe du monde est Bobby Convey en 2006 avec les États-Unis. Le record sans encaisser de but pour un gardien est détenu par Steve Death avec 1 103 minutes en 1978–1979, ce qui est un ancien record du championnat d'Angleterre.
La plus forte affluence de Reading à Elm Park est enregistrée en 1927, lorsque 33 042 spectateurs ont assisté à la défaite de Reading contre Brentford 1–0. L'affluence la plus importante au Madejski Stadium est de 24 184 lors du match de Premier League contre Everton le 17 novembre 2012.
L'indemnité de transfert la plus élevée reçue pour un joueur de Reading est de £6.6 million de 1899 Hoffenheim pour Gylfi Sigurðsson le 31 août 2010,.
Gylfi Sigurðsson et Samúel Friðjónsson sont devenus les premiers joueurs de la Reading academy à figurer dans une équipe de la Coupe du monde en étant sélectionnés par l' Islande lors de la Coupe du monde 2018,. Gylfi Sigurðsson est ensuite devenu le premier joueur de l'académie à marquer en Coupe du monde lors de la défaite 2-1 de l'Islande contre la Croatie le 26 juin 2018, après être devenu le premier jeune issu du centre de formation à jouer en Coupe du monde lors du match de l'Islande contre l'Argentine le 16 juin 2018.

### Capitaines (XXIesiècle)
| Dates     | Nom              |
| --------- | ---------------- |
| 2000–2003 | Phil Parkinson   |
| 2003–2009 | Graeme Murty     |
| 2009–2011 | Ívar Ingimarsson |
| 2011–2014 | Jobi McAnuff     |
| 2014–2015 | Jem Karacan      |
| 2015–2019 | Paul McShane     |
| 2019–2022 | Liam Moore       |
| 2022–     | Andy Yiadom      |

Joueur de l'année
| Année | Gagnant         |
| ----- | --------------- |
| 1964  | Colin Meldrum   |
| 1965  | Colin Meldrum   |
| 1966  | Jimmy Wheeler   |
| 1967  | George Harris   |
| 1968  | Mike Dixon      |
| 1969  | Peter Silvester |

| Année | Gagnant        |
| ----- | -------------- |
| 1970  | Steve Death    |
| 1971  | Terry Bell     |
| 1972  | Gordon Cumming |
| 1973  | Steve Death    |
| 1974  | Steve Death    |
| 1975  | Robin Friday   |
| 1976  | Robin Friday   |
| 1977  | Steve Death    |
| 1978  | Richie Bowman  |
| 1979  | Richie Bowman  |

| Année | Gagnant          |
| ----- | ---------------- |
| 1980  | Mark White       |
| 1981  | Steve Hetzke     |
| 1982  | Jerry Williams   |
| 1983  | Steve Richardson |
| 1984  | Steve Richardson |
| 1985  | Steve Wood       |
| 1986  | Steve Wood       |
| 1987  | Kevin Bremner    |
| 1988  | Steve Francis    |
| 1989  | Trevor Senior    |

| Année | Gagnant         |
| ----- | --------------- |
| 1990  | Martin Hicks    |
| 1991  | Keith McPherson |
| 1992  | Mick Gooding    |
| 1993  | Mick Gooding    |
| 1994  | Dylan Kerr      |
| 1995  | Shaka Hislop    |
| 1996  | Mick Gooding    |
| 1997  | Trevor Morley   |
| 1998  | Phil Parkinson  |
| 1999  | Phil Parkinson  |

| Année | Gagnant          |
| ----- | ---------------- |
| 2000  | Darren Caskey    |
| 2001  | Martin Butler    |
| 2002  | Graeme Murty     |
| 2003  | James Harper     |
| 2004  | Graeme Murty     |
| 2005  | Dave Kitson      |
| 2006  | Kevin Doyle      |
| 2007  | Ivar Ingimarsson |
| 2008  | Stephen Hunt     |
| 2009  | Chris Armstrong  |

| Année | Gagnant          |
| ----- | ---------------- |
| 2010  | Gylfi Sigurdsson |
| 2011  | Shane Long       |
| 2012  | Alex Pearce      |
| 2013  | Adam Le Fondre   |
| 2014  | Jordan Obita     |
| 2015  | Adam Federici    |
| 2016  | Ali Al-Habsi     |
| 2017  | Ali Al-Habsi     |
| 2018  | Liam Moore       |

Autres joueurs emblématiques
- Kerry Dixon
- Ronnie Dix
- Les Ferdinand
- Martin Keown
- Matthew Upson
- Nicky Shorey
- Steve Sidwell
- Mark Robins
- Paul Bodin
- Ray Houghton
- Jock Walker
- Neale Cooper
- Kevin Lisbie
- Ben Roberts